# Pensamiento analítico

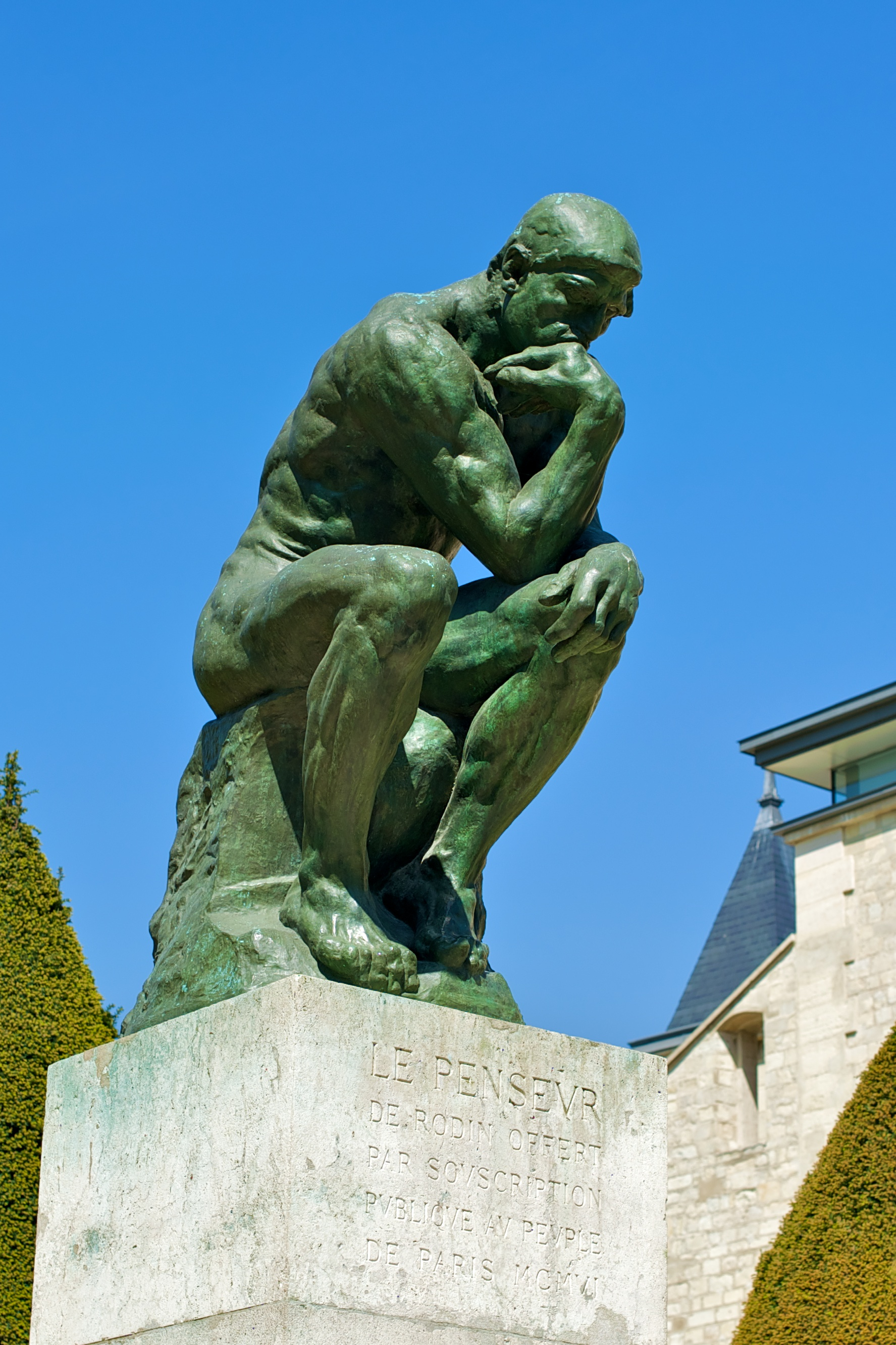
El pensador, estatua de Auguste Rodin.

El pensamiento analítico o razonamiento analítico es la capacidad de una persona de hallar patrones en la información que recibe, ya sea de naturaleza cuantitativa o cualitativa. También se describe como la capacidad de dividir un problema complejo en partes más simples para resolverlas una a una. El pensamiento analítico implica razonamiento deductivo sin conocimiento especializado, como: comprensión de la estructura básica de un conjunto de relaciones; reconocimiento de afirmaciones lógicamente equivalentes; e inferencia de lo que podría ser cierto o tiene que ser cierto dados unos hechos y unas reglas. 
El pensamiento analítico es axiomático en el sentido de que su verdad es manifiesta. En cambio, el razonamiento sintético requiere que se incluyan observaciones empíricas, las cuales siempre plantean dudas. Los términos “analítico” y “sintético” fueron introducidos por Kant (1781) al comienzo de su Crítica de la razón pura.

## Utilización por Kant
En la filosofía de Immanuel Kant, el pensamiento analítico representa los juicios sobre afirmaciones basados en el propio contenido de dichas afirmaciones. Ninguna experiencia particular, distinta de la comprensión de los significados de las palabras utilizadas, es necesaria para el pensamiento analítico.
Por ejemplo, «Juan Pablo es soltero» es una afirmación cierta dada. A través del pensamiento analítico, se puede llegar a la conclusión de que Juan Pablo no está casado. La persona que razona sabe esto porque conoce que la situación de no estar casado está implícita en la palabra soltero; la persona que razona no necesita conocer a Juan Pablo para llegar a esta conclusión. 
Sugerir que Juan Pablo está casado —cuando se ha afirmado que es soltero— sería contradictorio.

## Capacidad beneficiosa en empleados
Las empresas y las finanzas buscan empleados que puedan entender una tarea compleja y dividirla en partes coherentes más sencillas, para así llevar a cabo poco a poco dicha tarea. Las empresas utilizan el pensamiento analítico para evaluar los patrones de cambio en su mercado. Los empleados ideales serían capaces de reconocer estos patrones a partir de datos en bruto. Básicamente, tener capacidades de pensamiento analítico equivale a la capacidad de reconocer tendencias y patrones después de considerar datos.
Como resultado, algunas universidades utilizan los términos “razonamiento analítico” y “pensamiento analítico” para promocionarse. Una de estas universidades lo define como la capacidad de utilizar la lógica y el pensamiento crítico para analizar una situación.” Otros campus dan más detalles sobre el tema.
También pueden correlacionarse con el pensamiento analítico otras carreras universitarias como:
- Filosofía
- Educación cívica
- Ciencias naturales
- Ciencias sociales
- Gestión